# Agnasjön (Väckelsångs socken, Småland)
Agnasjön är en sjö i Tingsryds kommun i Småland och ingår i Bräkneåns huvudavrinningsområde.